# Suzana Alves

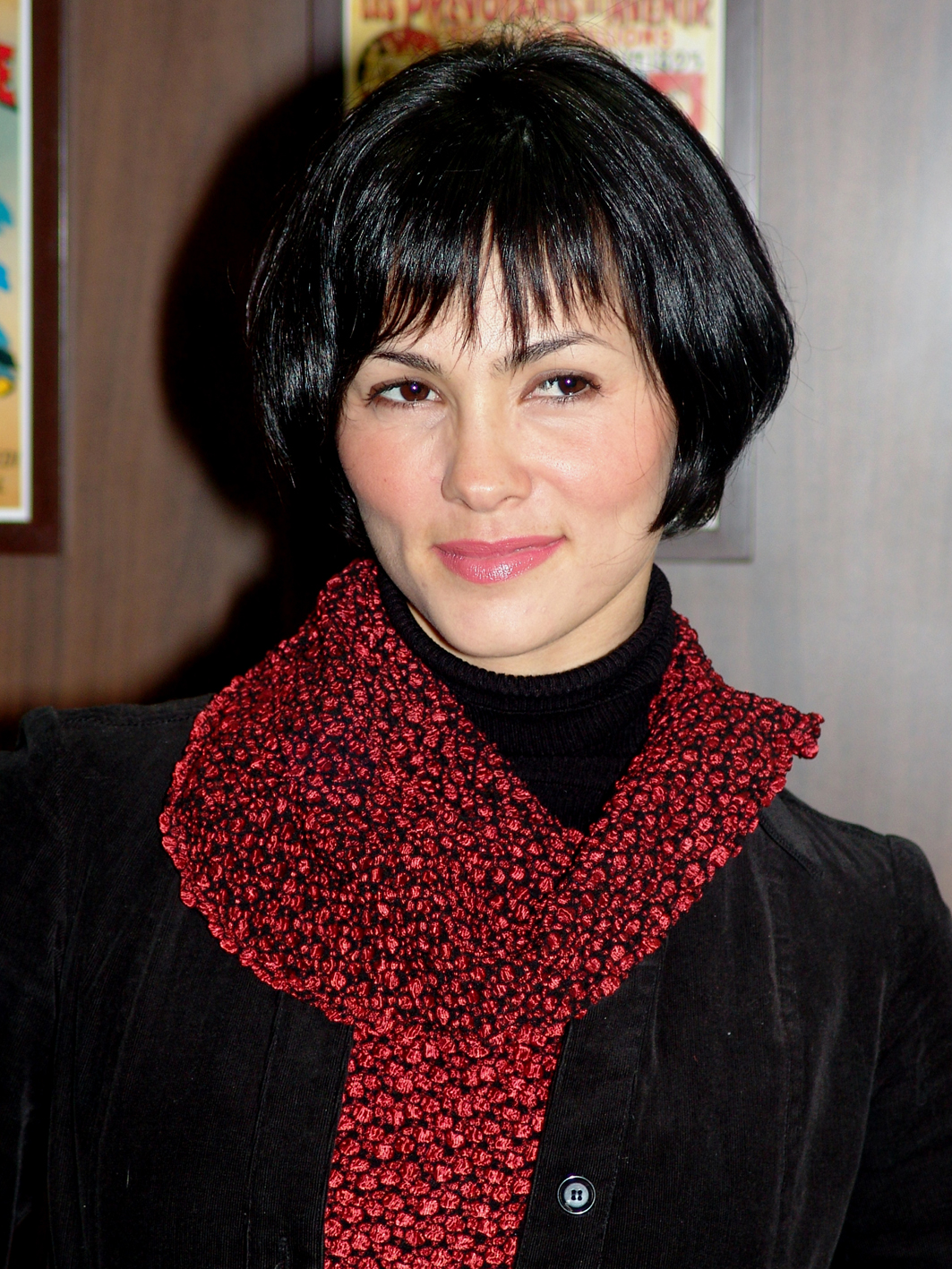
Suzana Alves (2006)

Suzana Ferreira Alves, auch bekannt unter ihrem Pseudonym Tiazinha („Kleine Tante“) (anhörenⓘ; * 3. August 1978 in São Paulo) ist eine brasilianische Schauspielerin, Sängerin und Tänzerin sowie ein Model und Sexsymbol.

## Leben
Suzana Alves begann ihre Fernsehkarriere als Tänzerin an der Seite ihrer Landsfrau Joana Prado in der brasilianischen Fernsehshow H, die in den 1990er Jahren ausgestrahlt wurde.
Alves zierte das Cover diverser Magazine und war eines der bedeutendsten Sexsymbole der 1990er Jahre. In ihrer Blütezeit verdiente sie bis zu 15.000 US-Dollar pro Veranstaltung und erwirtschaftete 100.000 US-Dollar mit Markenprodukten. Im März 1999 posierte sie für die brasilianische Ausgabe des Playboys, das die am meisten verkaufte Ausgabe aller Zeiten des Playboys in Brasilien war.
Alves ist derzeit Sportlehrerin in São Paulo.

## Filmografie (Auswahl)
- 1994: Die Büchse des Bettlers (A Caixa)
- 2001: Casa dos Artistas (Fernsehserie)
- 2002: Xuxa Requebra
- 2005: Mandrake (Fernsehserie)
- 2006: Boleiros 2 – Vencedores e Vencidos
- 2006: O Cheiro do Ralo
- 2007: Falsa Loura